# 狭叶鳞毛蕨
狭叶鳞毛蕨（学名：Dryopteris angustifrons）为鳞毛蕨科鳞毛蕨属下的一个种。